# El mal no existeix (pel·lícula de 2020)
El mal no existeix (originalment en persa, شیطان وجود ندارد; lit. ‘Satanàs no existeix’, sheytân vojūd nadârad; títol internacional en anglès: There Is No Evil) és una pel·lícula dramàtica en persa del 2020 dirigida per Mohammad Rasoulof. Prohibida a l'Iran, la pel·lícula relata quatre històries sobre la pena de mort a l'Iran. S'ha doblat al català per al canal La 2, que va emetre-la el 21 de gener de 2023. Anteriorment, s'havia subtitulat al català.
La pel·lícula es va projectar al Festival de Cinema de Berlín el febrer de 2020.

## Repartiment
- Ehsan Mirhosseini com a Heshmat
- Shaghayegh Shourian com a Razieh
- Kaveh Ahangar com a Pouya
- Alireza Zareparast com a Hasan
- Salar Khamseh com a Salar
- Kaveh Ebrahim com a Amir
- Pouya Mehri com a Ali
- Darya Moghbeli com a Tahmineh
- Mahtab Servati com a Nana
- Mohammad Valizadegan com a Javad
- Mohammad Seddighimehr com a Bahram
- Jila Shahi com a Zaman
- Baran Rasoulof com a Darya